# Саквиквинио
Саквиквинио (груз. საკვიკვინიო) — село в Грузии, на территории Хобского муниципалитета края (мхаре) Самегрело-Верхняя Сванетия.

## География
Село находится в западной части Грузии, на берегах реки Мунчиа, на расстоянии приблизительно 2 километров (по прямой) к северо-западу от города Хоби, административного центра муниципалитета. Абсолютная высота — 22 метра над уровнем моря.

## Население
По результатам официальной переписи населения 2014 года, в Саквиквинио проживало 704 человека (339 мужчин и 365 женщин). В национальной структуре населения грузины составляли 99,6 %, украинцы — 0,3 %, русские — 0,1 %.
| Год  | Население, человек |
| ---- | ------------------ |
| 2002 | 697                |
| 2014 | ↗ 704              |